# Brand-Nagelberg
Pour les articles homonymes, voir Brand.
Brand-Nagelberg est une commune autrichienne du district de Gmünd en Basse-Autriche.